# The Axis of Awesome
The Axis of Awesome est un groupe de rock australien. Il est composé de trois membres : Jordan Nicola Bridget Raskopoulos (chanteuse), Benny Davis (claviériste, chanteur) et Lee Naimo (guitariste, chanteur). Le trio couvre une grande variété de styles, en combinant morceaux originaux et parodies.

## Histoire
The Axis of Awesome s'est formé en 2006, son nom est un jeu de mots avec l'expression "Axe du Mal" ("Axis of evil" en anglais) utilisé par le président des États-Unis George W. Bush. Le trio improvisait beaucoup à l'université de Sydney avant de décider de s'essayer à quelque chose de différent. Le groupe a commencé par jouer du stand-up et des spectacles improvisés à Sydney, puis a animé une émission bimensuelle sur la station de radio FBi Radio. Le groupe a véritablement percé en 2007, en sortant un certain nombre de chansons de rap parodiant l'élection fédérale australienne.
Le succès du groupe s'est ensuite confirmé à la suite de sa prestation au Festival international de comédie de Melbourne et à ses passages à la radio et à la télévision notamment avec la chanson « 4 Chords », un medley de chansons populaires qui contiennent tous la même structure de 4 accords. En 2008, dans le même festival, The Axis of Awesome reçoit un prix Moosehead Award pour son spectacle "The Axis of Awesome Comeback Spectacular".
En août 2018, le groupe a annoncé sur Facebook qu'ils ne joueraient plus ensemble sous le nom de The Axis of Awesome. En 2020, Raskopoulos a expliqué, à travers une vidéo YouTube, que le groupe avait initialement décidé de faire une pause, et que cette pause était devenue permanente.

## Discographie
- 2008 : Scissors, Paper, ROCK!
- 2010 : Infinity Rock Explosion!
- 2011 : Animal Vehicle
- 2012 : The Swimsuit Area
- 2012 : Cry Yourself a River
- 2013 : Christmawesome
- 2016 : Viva La Vida Loca Las Vegas

## Récompenses
- "Melbourne International Comedy Festival Moosehead Award 2008"
- "Time Out Sydney Comedy Festival Best Australian Act Award 2010"
- "Time Out Sydney Best Comedy Show 2010-2011"